# Anas carolinensis
L'alzavola americana (Anas carolinensis J.F.Gmelin, 1789) è un uccello della famiglia degli Anatidi.
In V. Ziswiler, Animali estinti e in via di estinzione, pag. 70, si legge che nel 1959, quando il piroscafo americano Armouk scaricò nella zona dell'estuario del Weser 360 tonnellate di petrolio, ne morirono almeno 8000 esemplari.

## Descrizione

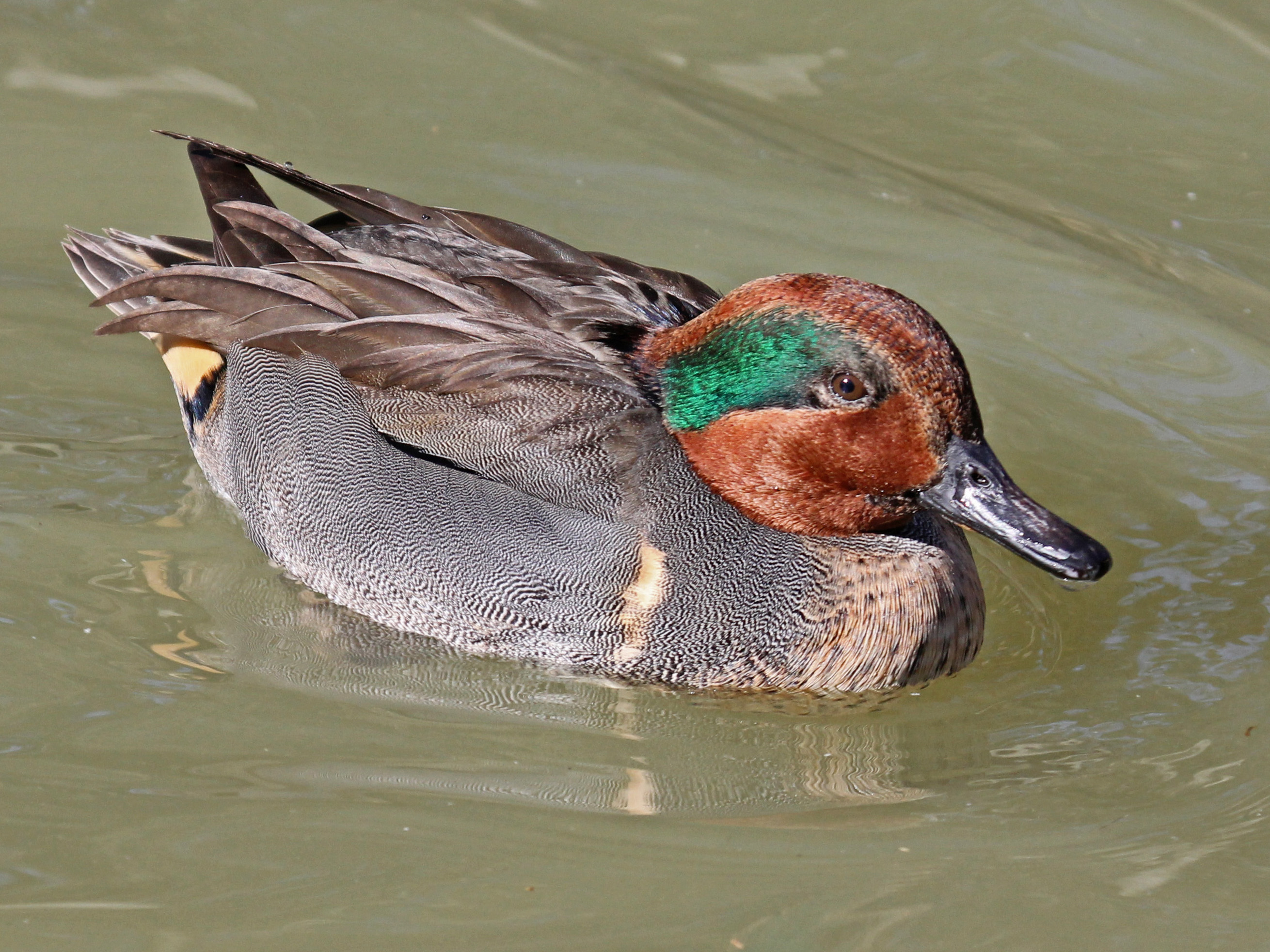
Maschio di Anas carolinensis

I maschi di Anas carolinensis, molto simili a quelli di Anas crecca, si caratterizzano per la presenza di una prominente barra bianca verticale nel piumaggio della parte anteriore dei fianchi. La livrea delle femmine è invece uniformemente brunastra.

## Distribuzione e habitat
La specie è diffusa in Nord America e in parte dell'America centrale.

## Tassonomia
In passato l'alzavola americana era inquadrata come sottospecie dell'alzavola comune (Anas crecca carolinensis). In atto il Congresso Ornitologico Internazionale le riconosce lo status di specie a sé stante.